# Hotamış, Karapınar
Hotamış là một thị trấn thuộc huyện Karapınar, tỉnh Konya, Thổ Nhĩ Kỳ. Dân số thời điểm năm 2011 là 2.097 người.